# Kolumbia az 1984. évi nyári olimpiai játékokon
Kolumbia az egyesült államokbeli Los Angelesben megrendezett 1984. évi nyári olimpiai játékok egyik részt vevő nemzete volt. Az országot az olimpián 8 sportágban 39 sportoló képviselte, akik összesen 1 érmet szereztek.

## Érmesek
| Érem  | Versenyző          | Sportág       | Versenyszám           |
| ----- | ------------------ | ------------- | --------------------- |
| Ezüst | Helmut Bellingrodt | Sportlövészet | Férfi futócéllövészet |

## Atlétika
Férfi
| Versenyző            | Versenyszám     | Előfutam | Előfutam | Előfutam | Negyeddöntő | Negyeddöntő | Negyeddöntő | Elődöntő | Elődöntő | Elődöntő | Döntő         | Döntő         |
| Versenyző            | Versenyszám     | Idő      | Hely.    | Össz.    | Idő         | Hely.       | Össz.       | Idő      | Hely.    | Össz.    | Idő           | Helyezés      |
| -------------------- | --------------- | -------- | -------- | -------- | ----------- | ----------- | ----------- | -------- | -------- | -------- | ------------- | ------------- |
| Manuel Ramírez       | 200 m           | 21,71    | 4.       | 47.      | kiesett     | kiesett     | kiesett     | kiesett  | kiesett  | kiesett  | kiesett       | kiesett       |
| Manuel Ramírez       | 400 m           | 47,17    | 4.       | 44.      | kiesett     | kiesett     | kiesett     | kiesett  | kiesett  | kiesett  | kiesett       | kiesett       |
| Domingo Tibaduiza    | 10 000 m        | 29:07,19 | 11.      | 28.      |             |             |             |          |          |          | kiesett       | kiesett       |
| Domingo Tibaduiza    | Maraton         |          |          |          |             |             |             |          |          |          | nem ért célba | nem ért célba |
| Héctor Moreno        | 20 km gyaloglás |          |          |          |             |             |             |          |          |          | 1:27:12       | 12.           |
| Francisco Vargas     | 20 km gyaloglás |          |          |          |             |             |             |          |          |          | 1:28:46       | 18.           |
| José Querubin Moreno | 20 km gyaloglás |          |          |          |             |             |             |          |          |          | 1:26:04       | 9.            |
| José Querubin Moreno | 50 km gyaloglás |          |          |          |             |             |             |          |          |          | nem ért célba | nem ért célba |

## Birkózás
Kötöttfogású
| Versenyző     | Versenyszám | Vigaszágas kiesés                                                 | Vigaszágas kiesés | 5. helyért        | Bronz- mérkőzés   | Döntő             | Helyezés    |
| Versenyző     | Versenyszám | Ellenfél Eredmény                                                 | Hely.             | Ellenfél Eredmény | Ellenfél Eredmény | Ellenfél Eredmény | Helyezés    |
| ------------- | ----------- | ----------------------------------------------------------------- | ----------------- | ----------------- | ----------------- | ----------------- | ----------- |
| Romelio Salas | 74 kg       | B csoport · Mohamed Hamad (EGY) · 5–12 · Karlo Kasap (YUG) · 0–13 | 7.                | kiesett           | kiesett           | kiesett           | helyezetlen |

Szabadfogású
| Versenyző     | Versenyszám | Vigaszágas kiesés                                                                                   | Vigaszágas kiesés | 5. helyért        | Bronz- mérkőzés   | Döntő             | Helyezés    |
| Versenyző     | Versenyszám | Ellenfél Eredmény                                                                                   | Hely.             | Ellenfél Eredmény | Ellenfél Eredmény | Ellenfél Eredmény | Helyezés    |
| ------------- | ----------- | --------------------------------------------------------------------------------------------------- | ----------------- | ----------------- | ----------------- | ----------------- | ----------- |
| Romelio Salas | 74 kg       | A csoport · Mohamed Hamad (EGY) · 8–5 · Pekka Rauhala (FIN) · kétvállas · Dave Schultz (USA) · 0–12 | 7.                | kiesett           | kiesett           | kiesett           | helyezetlen |

## Íjászat
| Versenyző       | Versenyszám  | 1. forduló | 1. forduló | 2. forduló | 2. forduló | Összesítés | Összesítés |
| Versenyző       | Versenyszám  | Pont       | Hely.      | Pont       | Hely.      | Pont       | Helyezés   |
| --------------- | ------------ | ---------- | ---------- | ---------- | ---------- | ---------- | ---------- |
| Juan Echavarría | Férfi egyéni | 1176       | 45.        | 1203       | 36.        | 2379       | 41.        |

## Kerékpározás

### Országúti kerékpározás
Férfi
| Versenyző        | Versenyszám   | Idő              | Helyezés      |
| ---------------- | ------------- | ---------------- | ------------- |
| Néstor Mora      | Mezőnyverseny | 5:01:16 (+1:19)  | 8.            |
| Fabio Parra      | Mezőnyverseny | 5:06:45 (+6:48)  | 21.           |
| Carlos Jaramillo | Mezőnyverseny | 5:22:17 (+22:20) | 52.           |
| Rogelio Arango   | Mezőnyverseny | nem ért célba    | nem ért célba |

### Pálya-kerékpározás
Sprintverseny
| Versenyző | Versenyszám  | 1. forduló                                        | 1. forduló | Vigaszág                                          | Vigaszág | Döntő                                                                                  | Döntő | 2. forduló           | 2. forduló | Vigaszág             | Vigaszág | Nyolcaddöntő           | Nyolcaddöntő | Vigaszág               | Vigaszág | Döntő                | Döntő   | Negyeddöntő          | 5–8. helyért           | 5–8. helyért | Elődöntő             | Döntő                | Helyezés |
| Versenyző | Versenyszám  | Ellenfelek Győztes idő                            | Hely       | Ellenfelek Győztes idő                            | Hely     | Ellenfelek Győztes idő                                                                 | Hely  | Ellenfél Győztes idő | Hely       | Ellenfél Győztes idő | Hely     | Ellenfelek Győztes idő | Hely         | Ellenfelek Győztes idő | Hely     | Ellenfél Győztes idő | Hely    | Ellenfél Győztes idő | Ellenfelek Győztes idő | Hely         | Ellenfél Győztes idő | Ellenfél Győztes idő | Helyezés |
| --------- | ------------ | ------------------------------------------------- | ---------- | ------------------------------------------------- | -------- | -------------------------------------------------------------------------------------- | ----- | -------------------- | ---------- | -------------------- | -------- | ---------------------- | ------------ | ---------------------- | -------- | -------------------- | ------- | -------------------- | ---------------------- | ------------ | -------------------- | -------------------- | -------- |
| Hugo Daya | Férfi egyéni | Franck Dépine (FRA) · Max Rainsford (AUS) · 11,49 | 2.         | Kenrick Tucker (AUS) · James Joseph (GUY) · 11,23 | 2.       | Li Fu-hsziang (Lee Fu-Hsiang) (TPE) · Rodolfo Guaves (PHI) · Ian Stanley (JAM) · 11,90 | 2.    | kiesett              | kiesett    | kiesett              | kiesett  | kiesett                | kiesett      | kiesett                | kiesett  | kiesett              | kiesett | kiesett              | kiesett                | kiesett      | kiesett              | kiesett              | kiesett  |

Üldözőversenyek
| Versenyző         | Versenyszám  | Selejtező | Selejtező | Nyolcaddöntő | Nyolcaddöntő | Negyeddöntő  | Negyeddöntő | Elődöntő     | Elődöntő  | Döntő        | Döntő     | Helyezés |
| Versenyző         | Versenyszám  | Idő       | Hely.     | Ellenfél Idő | Saját idő    | Ellenfél Idő | Saját idő   | Ellenfél Idő | Saját idő | Ellenfél Idő | Saját idő | Helyezés |
| ----------------- | ------------ | --------- | --------- | ------------ | ------------ | ------------ | ----------- | ------------ | --------- | ------------ | --------- | -------- |
| William Palacios  | Férfi egyéni | 5:01,17   | 23.       | kiesett      | kiesett      | kiesett      | kiesett     | kiesett      | kiesett   | kiesett      | kiesett   | kiesett  |
| Balbino Jaramillo | Férfi egyéni | 5:04,12   | 28.       | kiesett      | kiesett      | kiesett      | kiesett     | kiesett      | kiesett   | kiesett      | kiesett   | kiesett  |

Pontverseny
| Név               | Versenyszám | Selejtező | Selejtező  | Selejtező | Döntő | Döntő      | Döntő    |
| Név               | Versenyszám | Pont      | Körhátrány | Hely.     | Pont  | Körhátrány | Helyezés |
| ----------------- | ----------- | --------- | ---------- | --------- | ----- | ---------- | -------- |
| Balbino Jaramillo | Férfi       | 4         | –          | 4.        | 12    | –2         | 13.      |
| William Palacios  | Férfi       | 11        | –1         | 5.        | 9     | –2         | 15.      |

## Ökölvívás
| Versenyző        | Versenyszám | Selejtező                  | 32-es főtábla                 | Nyolcaddöntő                   | Negyeddöntő                 | Elődöntő          | Döntő             | Helyezés |
| Versenyző        | Versenyszám | Ellenfél Eredmény          | Ellenfél Eredmény             | Ellenfél Eredmény              | Ellenfél Eredmény           | Ellenfél Eredmény | Ellenfél Eredmény | Helyezés |
| ---------------- | ----------- | -------------------------- | ----------------------------- | ------------------------------ | --------------------------- | ----------------- | ----------------- | -------- |
| Francis Tejedor  | Papírsúly   |                            | erőnyerő                      | Kuroiva Mamoru (JPN) · 1:4     | kiesett                     | kiesett           | kiesett           | 9.       |
| Álvaro Mercado   | Légsúly     |                            | Julio Gómez (ESP) · 4:1       | Ibrahim Bilali (KEN) · 1:4     | kiesett                     | kiesett           | kiesett           | 9.       |
| Robinson Pitalúa | Harmatsúly  | erőnyerő                   | Hugh Dyer (BIZ) · RSC         | Barbar Ali Khan (PAK) · 5:0    | Maurizio Stecca (ITA) · 0:5 | kiesett           | kiesett           | 5.       |
| Rafael Zuñiga    | Pehelysúly  | erőnyerő                   | Orlando Fernández (PUR) · RSC | Peter Konyegwachie (NGR) · 1:4 | kiesett                     | kiesett           | kiesett           | 9.       |
| Hernán Gutiérrez | Könnyűsúly  | Mustapha Fadli (MAR) · 4:1 | Renato Cornett (AUS) · 0:5    | kiesett                        | kiesett                     | kiesett           | kiesett           | 17.      |

RSC – a mérkőzésvezető megállította a mérkőzést

## Sportlövészet
Férfi
| Versenyző           | Versenyszám           | Pont | Helyezés |
| ------------------- | --------------------- | ---- | -------- |
| Alfredo González    | Gyorstüzelő pisztoly  | 579  | 29.      |
| Bernardo Tovar      | Gyorstüzelő pisztoly  | 590  | 8.       |
| Bernardo Tovar      | Szabadpisztoly        | 552  | 17.      |
| Luis Ortiz          | Szabadpisztoly        | 535  | 38.      |
| German Carrasquilla | Légpuska              | 560  | 42.      |
| Mario Clopatofsky   | Sportpuska, összetett | 1100 | 44.      |
| Helmut Bellingrodt  | Futócéllövészet       | 584  |          |
| Horst Bellingrodt   | Futócéllövészet       | 574  | 11.      |

Női
| Versenyző       | Versenyszám   | Pont | Helyezés |
| --------------- | ------------- | ---- | -------- |
| Elvira Salazar  | Sportpisztoly | 565  | 21.      |
| Alejandra Hoyos | Légpuska      | 373  | 26.      |
| Gloria López    | Légpuska      | 370  | 30.      |

Nyílt
| Versenyző      | Versenyszám | Pont | Helyezés |
| -------------- | ----------- | ---- | -------- |
| Gustavo García | Trap        | 167  | 56.      |
| Alonso Morales | Trap        | 166  | 57.      |
| Jorge Molina   | Skeet       | 194  | 7.       |
| Carlos Mazo    | Skeet       | 181  | 47.      |

## Súlyemelés
| Versenyző        | Versenyszám | Szakítás | Szakítás | Lökés    | Lökés    | Összesen | Helyezés |
| Versenyző        | Versenyszám | Eredmény | Helyezés | Eredmény | Helyezés | Összesen | Helyezés |
| ---------------- | ----------- | -------- | -------- | -------- | -------- | -------- | -------- |
| Antonio Quintana | 52 kg       | 90,0     | 13.      | 117,5    | 10.      | 207,5    | 13.      |
| Oscar Penagos    | 52 kg       | 90,0     | 13.      | 115,0    | 13.      | 205,0    | 14.      |
| Nicolas Mercado  | 56 kg       | 100,0    | 13.      | 130,0    | 11.      | 230,0    | 12.      |
| Oscar Palma      | 60 kg       | 110,0    | 13.      | 135,0    | 13.      | 245,0    | 13.      |
| Gilberto Mercado | 75 kg       | 135,0    | 13.      | 167,5    | 14.      | 302,5    | 14.      |

## Úszás
Férfi
| Versenyző      | Versenyszám  | Előfutam | Előfutam | Előfutam | Döntő | Döntő   | Döntő | Helyezés |
| Versenyző      | Versenyszám  | Idő      | Hely.    | Össz.    | Típus | Idő     | Hely. | Helyezés |
| -------------- | ------------ | -------- | -------- | -------- | ----- | ------- | ----- | -------- |
| Pablo Restrepo | 100 m mell   | 1:04,44  | 2.       | 11.      | B     | 1:04,79 | 4.    | 12.      |
| Pablo Restrepo | 200 m mell   | 2:19,77  | 1.       | 8.       | A     | 2:18,96 | 6.    | 6.       |
| Pablo Restrepo | 200 m vegyes | 2:08,12  | 4.       | 17.      | B     | 2:08,35 | 7.    | 15.      |